# Sauchy-Cauchy
Sauchy-Cauchy település Franciaországban, Pas-de-Calais megyében. Lakosainak száma 381 fő (2022. január 1.). Sauchy-Cauchy Oisy-le-Verger, Baralle, Marquion, Rumaucourt és Sauchy-Lestrée községekkel határos.

## Népesség
A település népessége az elmúlt években az alábbi módon változott:
| Lakosok száma | 374  | 366  | 369  | 364  | 361  | 364  | 364  | 372  | 381  |
|               | 2013 | 2015 | 2016 | 2017 | 2018 | 2019 | 2020 | 2021 | 2022 |